# Huesca (stacja kolejowa)
Huesca (hiszp: Estación de Huesca) – stacja kolejowa i dworzec autobusowy w Huesca, w prowincji Huesca, we wspólnocie autonomicznej Aragonia, w Hiszpanii. Obecny terminal został otwarty w 2001 roku, zastępując stary dworzec kolejowy, zbudowany na linii Saragossa-Huesca w 1864 roku. Stara stacja, która nie prezentowała zabytkowej architektury, została rozebrana wkrótce po wybudowaniu nowej stacji. Obsługuje szybkie pociągi AVE.